# Limonium tritonianum
Espèce
Limonium tritonianum est une espèce de plantes à fleurs de la famille des Plumbaginaceae endémique de la Tunisie.